# Jim Knight

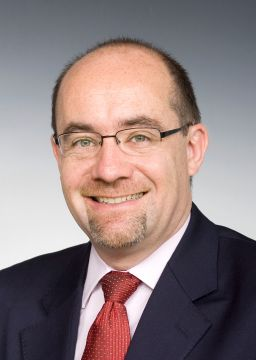
Jim Knight, Baron Knight of Weymouth

James Philip „Jim“ Knight, Baron Knight of Weymouth (* 6. März 1965 in Bexley, London Borough of Bexley) ist ein britischer Kulturmanager, Politiker der Labour Party und Life Peer.

## Leben

### Berufliche und kommunalpolitische Tätigkeiten
Nach dem Besuch des Eltham College studierte Knight Geografie, Sozial- und Politikwissenschaften am Fitzwilliam College der University of Cambridge und war nach Beendigung des Studiums zunächst von 1988 bis 1990 Manager von Central Studio in Basingstoke, anschließend Direktor des West Wiltshire Arts Centre Ltd. sowie zuletzt zwischen 1991 und 2001 Direktor von Dentons Directories Ltd.
Neben seinen beruflichen Tätigkeiten begann er in den 1990er Jahren seine politische Laufbahn in der Kommunalpolitik und war zwischen 1993 und 2001 Mitglied des Stadtrates von Frome, einer Kleinstadt in Somerset, dessen Bürgermeister er zwischen 1998 und 2001 war. Daneben war er von 1997 bis 2001 auch Mitglied im Bezirksrat (District Council) von Mendip und dort anfangs stellvertretender Vorsitzender sowie zwischen 1999 und 2001 Vorsitzender der Fraktion der Labour Party.

### Unterhausabgeordneter und Minister
Nachdem er sich bei den Unterhauswahlen vom 1. Mai 1997 als Bewerber der Labour Party erfolglos im Wahlkreis South Dorset um ein Mandat im House of Commons bemühte, wurde er bei den Unterhauswahlen vom 7. Juni 2001 in diesem Wahlkreis erstmals zum Abgeordneten des House of Commons gewählt und gehörte diesem bis 2010 an. Während seiner Parlamentszugehörigkeit war er zunächst Mitglied des Unterhausausschusses für Verteidigung und anschließend von 2003 bis 2004 Parlamentarischer Privatsekretär von Rosie Winterton, der Staatsministerin im Gesundheitsministerium, sowie anschließend Parlamentarischer Privatsekretär der Vertreter des Gesundheitsministeriums im Unterhaus.
Im Mai 2005 übernahm er erstmals ein Regierungsamt als „Juniorminister“ nachdem er zum Parlamentarischen Unterstaatssekretär im Ministerium für Umwelt, Ernährung und räumliche Angelegenheiten und war dort bis Mai 2006 für ländliche Angelegenheiten, Landschaft und Biodiversität verantwortlich.
Im Mai 2006 erfolgte seine Ernennung zum Staatsminister im Ministerium für Bildung und Fertigkeiten und war dort zunächst für Schulen, dann von August 2006 bis Juni 2007 für Schulen und 14 bis 19 -jährige Lernende sowie zuletzt zwischen Juni 2007 und Juni 2009 für Schulen und Lernende zuständig.
Im Juni 2009 wurde Knight Staatsminister im Ministerium für Arbeit und Pensionen und war dort bis zur Wahlniederlage der Labour Party bei den Unterhauswahlen vom 6. Mai 2010 zuständiger Minister für Regionale Angelegenheiten und South West England.
Bei den Unterhauswahlen 2010 erlitt er auch persönlich eine Wahlniederlage und verlor den Wahlkreis Dorset South an seinen konservativen Herausforderer Richard Drax, so dass er aus dem Unterhaus ausscheiden musste. Bei der Wahl erzielte er mehr als 5000 Wählerstimmen sowie 11,3 Prozentpunkte weniger als bei der Unterhauswahl 2005.

### Mitglied des Oberhauses
Nach seinem Ausscheiden aus dem Unterhaus wurde er zum Life Peer mit dem Titel eines Baron Knight of Weymouth, of Weymouth in the County of Dorset, erhoben und gehört seither dem House of Lords an.
Dort war er zunächst Sprecher der oppositionellen Labour-Fraktion für Arbeit und Pensionen und ist seit 2011 Oppositionssprecher für Umwelt, Ernährung und ländliche Angelegenheiten. Des Weiteren ist er seit 2010 Vizepräsident der Vereinigung kommunaler Verwaltungen (Local Government Association).
Daneben ist er Mitglied des Direktoriums verschiedener Unternehmen wie der Beratungsfirma Step-A International Ltd, Egale Limited und Alderwood Education Ltd, die sich beide mit Bildungsprojekten befassen. Darüber hinaus ist er Vorstandsmitglied der Fanshare Society Ltd des FC Arsenal. Zudem ist er Trustee des Institute of Education Business Excellence und der E-Learning Foundation.